# Iglesia del Divino Salvador (Calzadilla de los Barros)
La Iglesia del Divino Salvador es un templo católico situado en la plaza principal de Calzadilla de los Barros, municipio español perteneciente a la provincia de Badajoz, comunidad autónoma de Extremadura. Se encuentra en la parte sur de la provincia, muy cerca del límite con la provincia de Sevilla. Está al borde de la N-630, a unos pocos kilómetros más de la Autovía Ruta de la Plata y, también, muy cerca de la población de Zafra. El templo parroquial está bajo la advocación del Divino Salvador.

## Historia
Las primeras referencias históricas datan de 1494, fecha en que la Orden de Santiago visita el templo y nos proporciona la siguiente descripción:

la capilla es fecha de bóveda y el cuerpo de la iglesia de tres naves. La nave del medio sobre cinco arcos de un cabo e otro, cubierta de madera tosca e cañas e teja vana... las otras dos naves están cubiertas de madera tosca e caña... a un lado de la dicha iglesia está una pila de bautizar y un campanario fecho de nuevo de cal e canto.

Según esta referencia, y de acuerdo con la tipología de los nervios de la capilla mayor, podemos deducir que fue construida en el siglo XV. En 1494, el templo es de tres naves y con cubierta de madera y caña, con lo que podemos afirmar que la nave actual fue construida en la primera mitad del siglo XVI, ya que en 1576 la iglesia está totalmente terminada.
El 2 de noviembre de 1982 el Boletín Oficial del Estado publicaba el Real Decreto 2731/1982 del 10 de septiembre del mismo año, que nombraba la Iglesia Parroquial de Calzadilla de los Barros como monumento histórico-artístico.

## El edificio
Es de planta rectangular y su única nave está dividida en cinco tramos por medio de unos arcos apuntados de gran tamaño. El acceso a la capilla mayor pertenece a finales del siglo XV y el resto del templo a principios del XVI. Los materiales empleados son, fundamentalmente, granito y ladrillo. Los sillares de granito solamente se han empleado para el interior del templo, los muros están hechos a base de mampostería y los contrafuertes de ladrillo.

## La torre
Es de plata rectangular y está a los piés del púlpito del Evangelio y su material principal de construcción es la mampostería utilizando solamente los sillares de granito para las esquinas. Por cierto, estos sillares están muy toscamente terminados, sobre todo en sus esquinas. Está dividida en dos cuerpos por medio de una línea de canecillos y está rematada por una  espadaña que en su día tuvo una veleta.
La portada que tiene más valor arquitectónico es la oeste ya que tiene un porche con bóveda de crucería que está compuesta por dos arquivoltas rematadas por bolas en la parte interior y adosada una pequeña moldura en el exterior. La bóveda tiene la cruz de Santiago grabada en la clave; los nervios se apoyan en ménsulas sencillas. Para acceder a esta zona abovedada se hace por medio de un arco escarzano sobre unas ménsulas que está decoradas con  volutas.

## El interior de la iglesia
El ábside tiene forma  poligonal de mampostería y sillarejo en las paredes del ábside, reservando el ladrillo para los contrafuertes. Su parte superior está rematada con almenas o merlones de forma piramidal dando la impresión desde el exterior que es un edificio defensivo en vez de religioso y de culto. Lo mismo ocurre con el ábside. Otros elementos dignos de mención en el interior son la unión entre el primer cuerpo de la nave y el coro. El arco que lo sostiene es de medio punto de granito con decoraciones  renacentistas. Tiene una balaustrada formada por columnas de granito.

## El retablo del altar mayor
El retablo mayor es uno de los pocos ejemplares góticos que aún se quedan en Extremadura. Es un conjunto de pinturas tardomedievales, es decir, en las proximidades del siglo XV. Tiene un total de 28 tablas atribuidas a Antón de Madrid, artista con taller en Zafra, en donde se trabajaron tablas para los retablos de Alange, Fuente de Cantos, Usagre y Ribera del Fresno, siendo el de Calzadilla el único que se conserva de este autor cuya actividad se concentra a finales del siglo XV y principios del XVI. 
Está compuesto de tres cuerpos de tres calles en los laterales y cinco en el principal, no todas de la misma fecha, con temas de la vida de Cristo y de la vida de la Virgen. El lateral derecho destaca una puerta mudéjar en madera  policromada de gran belleza. El  guardapolvo es de estilo gótico y la remata una obra mudéjar de tablilla dorada. Se aprecia cierta influencia italiana en los motivos decorativos que van sobre los arcos de medio punto de las tablas centrales. El tablero izquierdo tiene una puerta con un entrelazado mudéjar y una cenefa plateresca.
A pesar de que preside toda la composición una escultura de El Salvador, patrón de la parroquia, lo más interesante del retablo es el conjunto de veintiocho tablas pintadas que tiene. En ellas se desarrollan los episodios de la vida de Cristo que incluyen su infancia, pasión, muerte y resurrección y las pinturas de los doce apóstoles excepto la tabla en que la Virgen impone la casulla a San Ildefonso. La colocación no está en cierto orden cronológico lo cual hace pensar que en alguna remodelación variaron el orden de las tablas.
De una manera especial destaca el frontal del altar que es de azulejería sevillana y su pila bautismal del siglo XVI.